# Darłowo
Darłowo [darˈwɔvɔ], tyska: Rügenwalde, kasjubiska: Dërłowò, är en stad i norra Polen nära den polska östersjökusten. Staden är belägen vid floden Wieprza, som mynnar ut vid badorten Darłówko (tyska: Rügenwaldermünde) cirka 2 km norrut. Darłowo utgör administrativt en stadskommun, med 14 183 invånare år 2014, och tillhör distriktet Powiat sławieński i Västpommerns vojvodskap.

## Historia

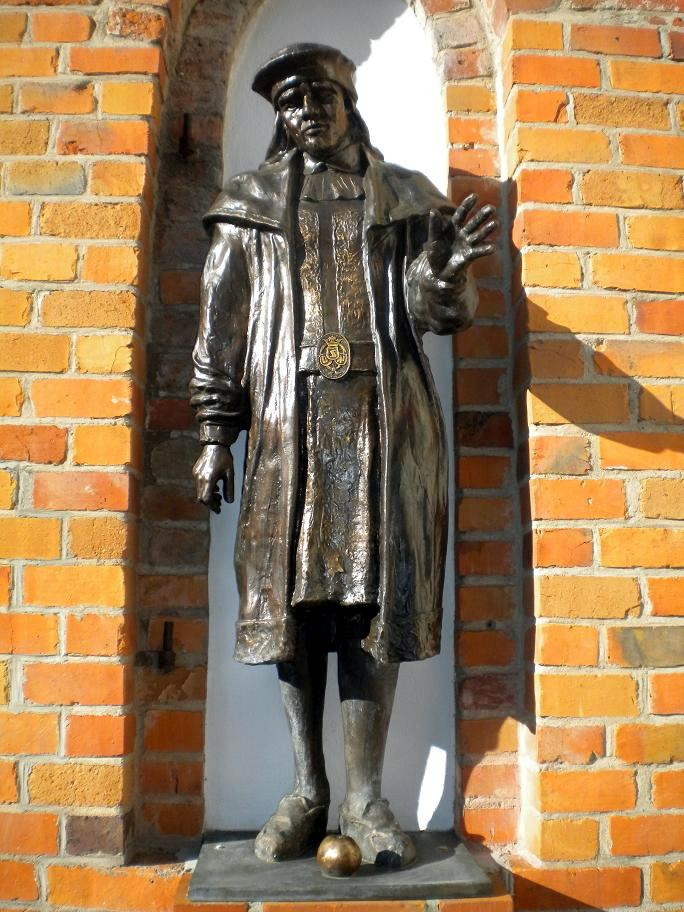
Staty vid Darłowos slott, föreställande Erik av Pommern.

En bosättning växte fram omkring Wieprzas mynning under tidig medeltid. Denna kom senare att flyttas längre inåt landet och erhöll stadsrättigheter omkring år 1270 av hertigen Vitzlav II av Rügen. Bosättningen förstördes omkring år 1297 av Bogislav IV av Pommerns styrkor i samband med en arvsstrid. Staden kom att återuppbyggas på den nuvarande platsen i början av 1300-talet. Staden erhöll nya stadsrättigheter enligt lybsk rätt den 31 maj 1312, under Święca-släktens styre som länsherrar i Pommerellen under markgrevskapet Brandenburg. Redan 1317 kom dock staden att hamna under Pommern-Wolgasts styre efter freden i Templin.
Staden var säte för de västpommerska furstarna av hertigdömet Słupsk. Erik av Pommern, som även var kung av Danmark, Norge och Sverige, föddes i staden och ligger begravd i en sarkofag i Mariakyrkan vid stadens torg. 1630 besattes staden av svenska trupper och staden befästes.
När Pommern delades mellan Sverige och Brandenburg 1648 tillföll dåvarande Rügenwalde den brandenburgska provinsen Hinterpommern, från 1701 även del av kungariket Preussen. Från de preussiska administrativa reformerna 1815 tillhörde staden provinsen Pommern, från 1816 som del av Regierungsbezirk Köslin i provinsen och efter 1871 även som del av Tyska kejsardömet.
Efter Nazitysklands nederlag i andra världskriget 1945 tillföll Hinterpommern Polen och den tyska befolkningen fördrevs. I samband med detta döptes Rügenwalde officiellt om till Darłowo, härlett från det medeltida slaviska namnet på staden. Staden återbefolkades av polska bosättare och flyktingar från tidigare polska områden öster om Curzonlinjen under decennierna efter kriget.

## Sevärdheter
- Mariakyrkan, en sengotisk tegelbasilika från 1300-talet. Furstekryptan innehåller sarkofagerna av Erik av Pommern (1382–1459), furstinnan Hedwig (omkr. 1595–1650) och den sista hertiginnan av Pommern, Elisabet av Schleswig-Holstein-Sonderburg (1580–1653).
- S:t Gertrudskyrkan, sengotisk kyrka från 1400-talet med tälttak och en snidad predikstol i barockstil från den tidigare slottskyrkan, som stängdes 1805.
- Darłowos slott, uppfört i tegelgotik som residens åt hertigarna av Pommern. Sedan 1929 är slottet regionalmuseum.
- S:t Georgskyrkan, tidigare hospital för pest- och kolerasjuka.
- Köpmannahus från renässansen, uppfört 1630.
- Hansabrunnen vid rådhuset.
- Darłówkos strandbad, med hamnen och fyren.

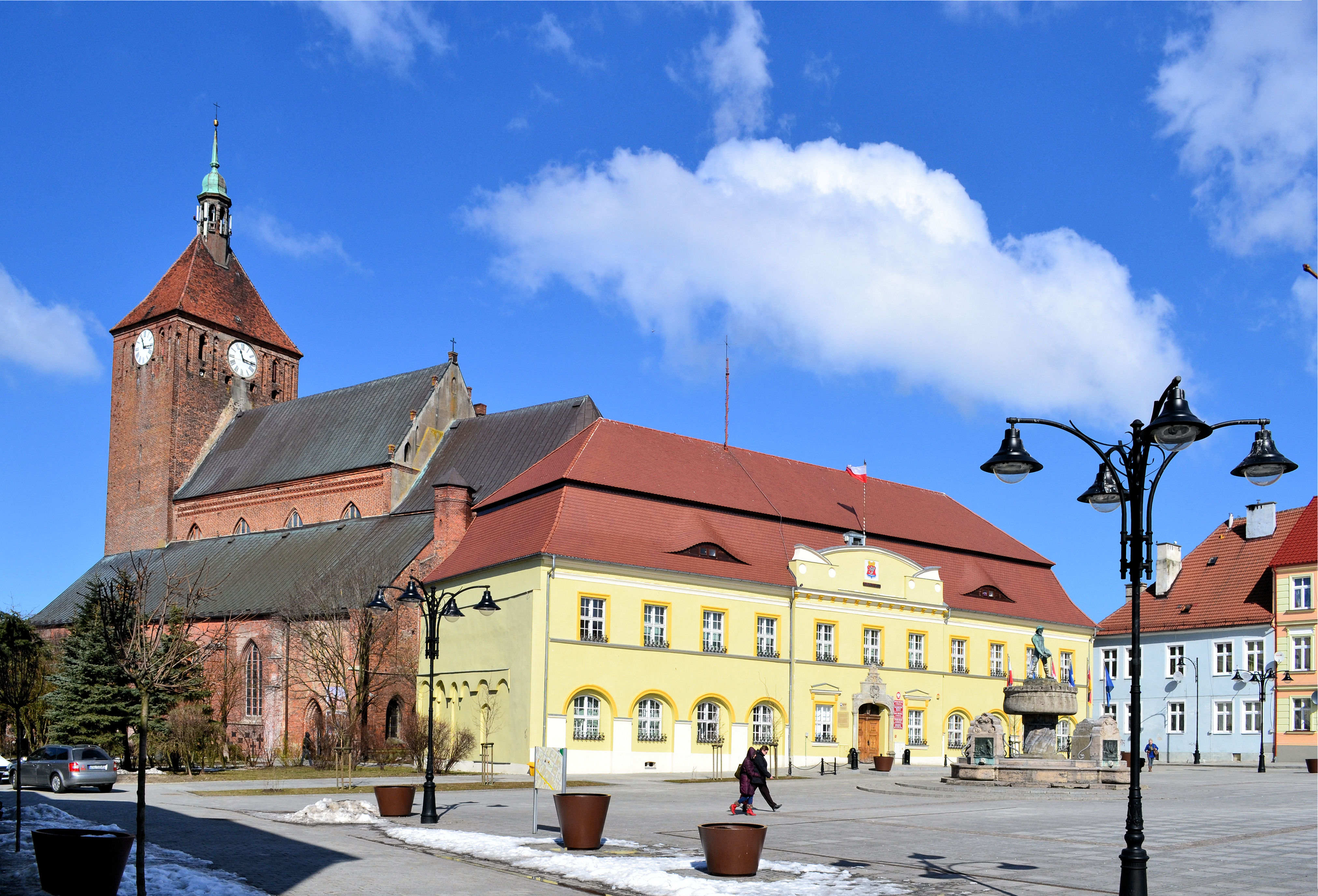
Rådhuset och Mariakyrkan vid stora torget.
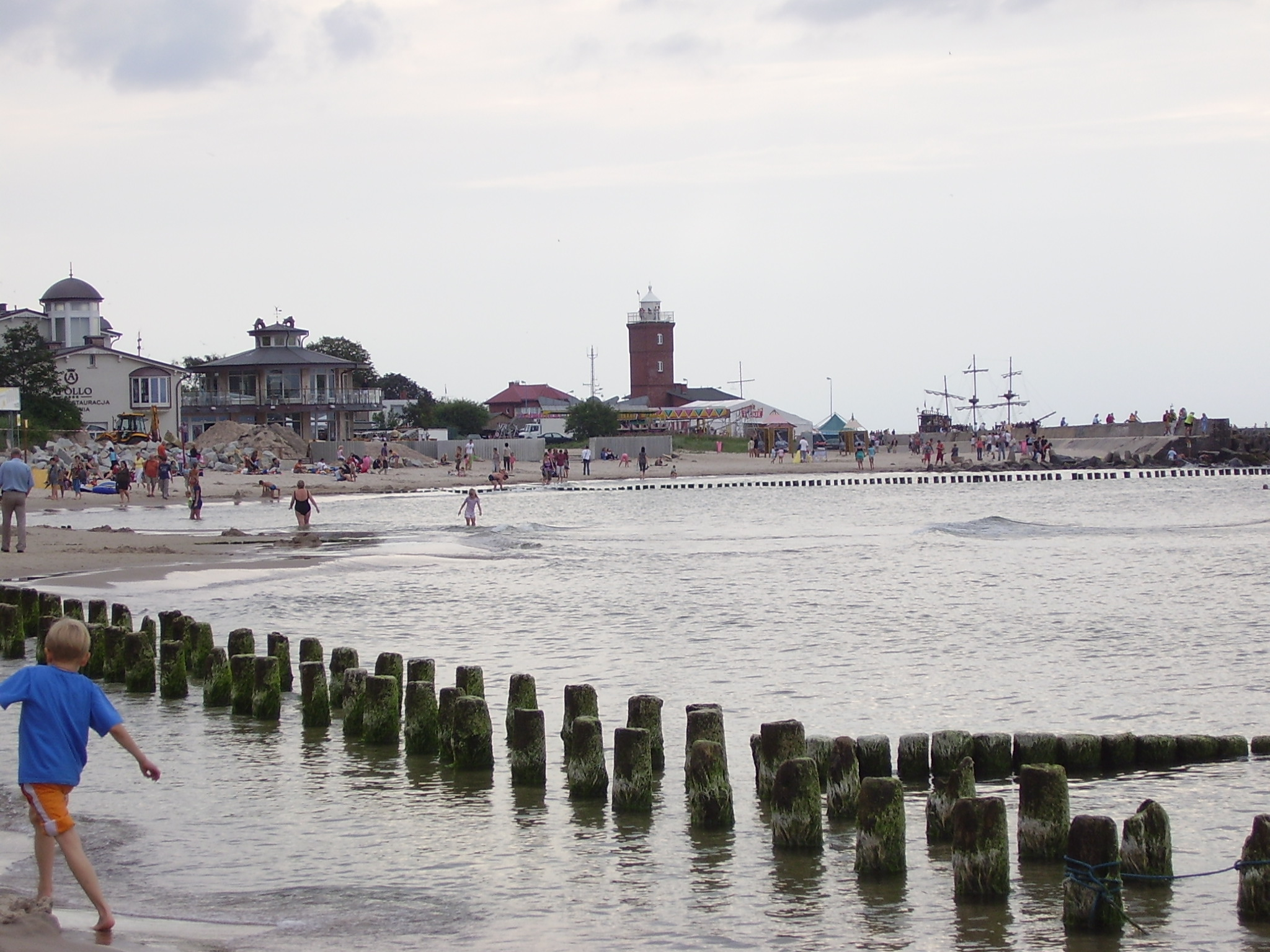
Strandbadet och fyren i Darłówko norr om staden.
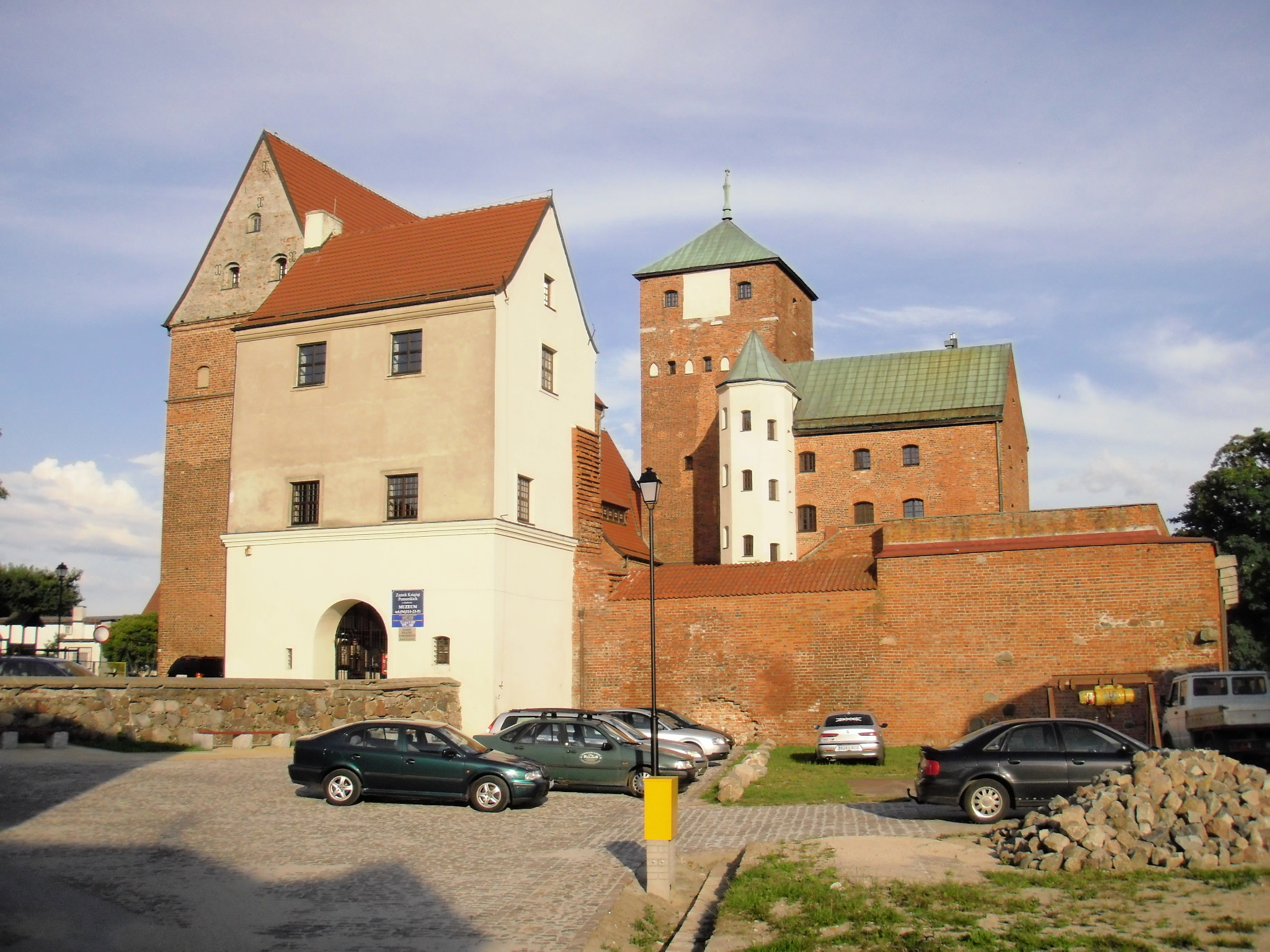
De pommerska hertigarnas slott.
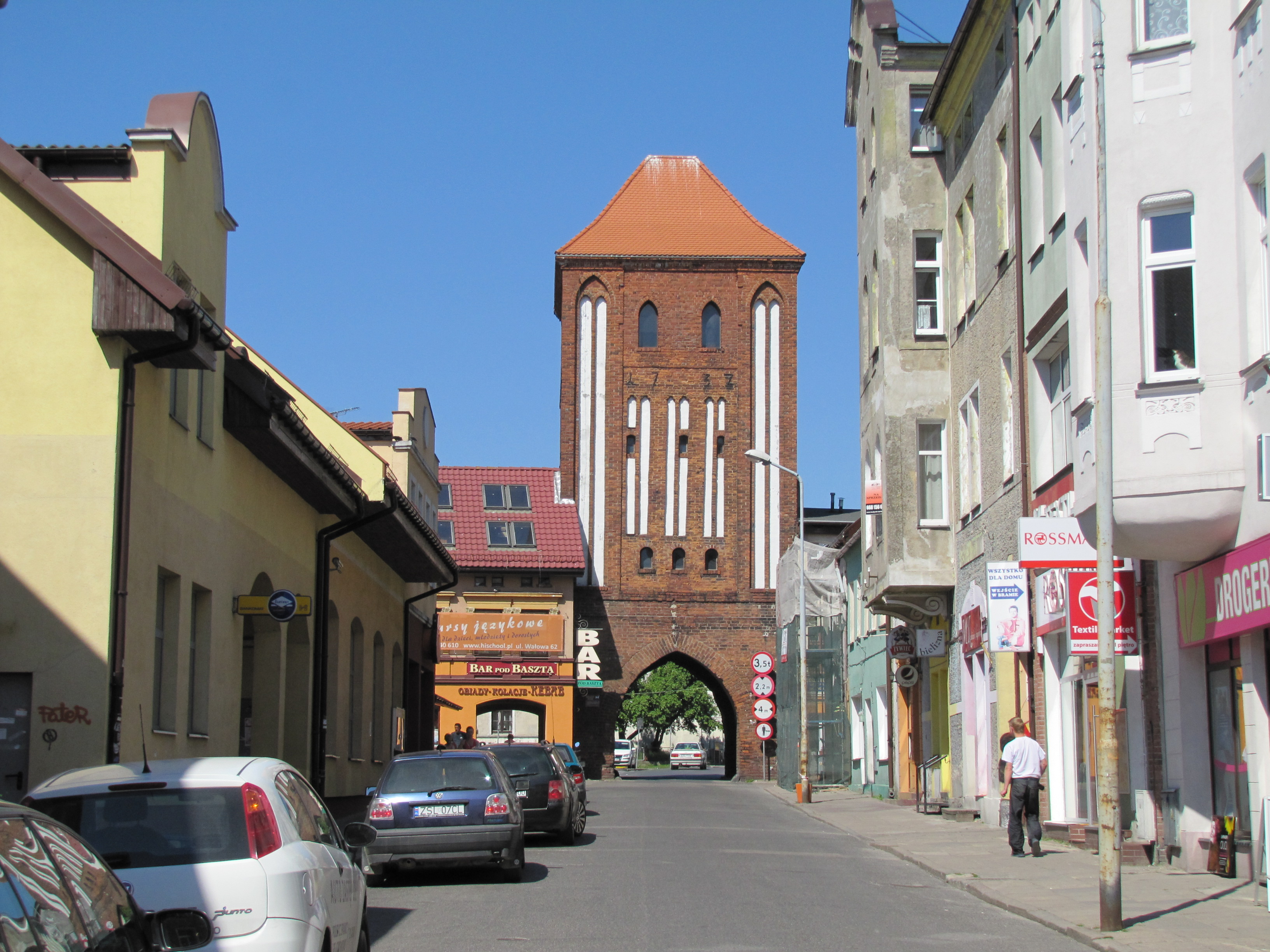
Stadsporten Brama Wysoka.

## Kommunikationer
Darłowo har järnvägsförbindelse med persontrafik till Słupsk via Sławno. 
Staden sammanbinds med den större kustvägen DK 6 av den korta förbindelsevägen DK 37, som börjar i staden. Genom staden passerar även de mindre vojvodskapsvägarna DW 203 och DW 205.
Från Darłówkos hamn avgår sommartid passagerarfärjor till Nexø på Bornholm.

## Kända invånare
- Erik av Pommern (1382–1459), hertig av Pommern-Stolp, kung av Danmark, Norge och Sverige.
- Bogislav X av Pommern (1454–1523), hertig av Pommern.
- Lorenz Pantänus (död 1589), professor i grekiska och dialektik i Königsberg.
- Johannes Adam (död omkr. 1628), reformert teolog.
- Anna Fincken (1584–1663), pedagog.
- Johann Hackvord (1624–1690), teolog, prost i Gülzow.
- Barthold Holtzfus (1659–1717), teolog, filosof och högskollärare.
- Christian Schiffert (1689–1765), pedagog i Stolp och Königsberg.
- Michael Christian Göring (1694–1763), tjänsteman och näringslivsgynnare.
- Adrian Gottlob Schultz (1730–?), kemist och apotekare i Amsterdam.
- Modeste von Unruh (Dorothea Modeste Christiane d'Unruh) (1771–1854), adelsdam.
- Karl August Gottlieb Dreist (1784–1836), pedagog.
- Karl August Koberstein (1797–1870), litteraturhistoriker, född i hus nr. 56 vid torget.
- Berthold Volz (1839–1899), geograf och historiker.
- Clara Quandt (1841–1919), författare.
- Karl Vollbrecht (1886–1973), filmarkitekt.
- Johannes Vehlow (1890–1958), astrolog.
- Werner Selke (1901–1971), jordbrukskemist.
- Richard Zenke (1901–1980), konstnär.
- Andrzej Lewandowski (född 1954), politiker.